# Колишкіно (Волгоградська область)
Колишкіно (рос. Колышкино) — село у Старополтавському районі Волгоградської області Російської Федерації.
Населення становить 482  особи. Входить до складу муніципального утворення Колишкінське сільське поселення.

## Історія
Село розташоване у межах українського історичного та культурного регіону Жовтий Клин.
Згідно із законом від 17 січня 2005 року № 991-ОД органом місцевого самоврядування є Колишкінське сільське поселення.

## Населення
| 2010 | 2012 | 2013 | 2014 | 2015 | 2016 | 2017 |
| ---- | ---- | ---- | ---- | ---- | ---- | ---- |
| 545  | ↘525 | ↗533 | ↘504 | ↘494 | ↘492 | ↘482 |